# 欧州連合域内排出量取引制度
欧州連合域内排出量取引制度（おうしゅうれんごういきないはいしゅつりょうとりひきせいど、英：European Union Emission Trading Scheme 略称：EU ETS）とは、欧州連合 (EU) 域内における二酸化炭素についての、複数の国による排出量取引制度。EUの気候変動に対する政策の柱となっている。EU ETSでは、合計でEUの二酸化炭素排出量の半分に迫る量、温室効果ガス排出量合計の40%となるエネルギー部門や工業部門の1万を超える施設を対象としている。
EU ETSのもとでは、EU域内の二酸化炭素大量排出者は自身の二酸化炭素排出量を計測し、毎年その量を報告しなければならない。そのうえで1年ごとに二酸化炭素排出量と同量の排出許容量をいったん政府に返上することが義務付けられる。排出施設は無償で一定の排出許容量を政府から取得し、または他の排出施設やトレーダー、政府から排出許容量を購入することになる。ある排出施設が必要量以上の排出許容量を取得した場合、その施設は排出許容量を転売することができる 。
2008年1月、欧州委員会は排出量取引制度の大幅な変更を提唱しており、それによると国ごとで決めている排出量の割当決定作業を集中して行うこと、また無償で付与している排出許容割当量を抑えて、全体の60%以上の割合を競売制にすること、さらに対象となる温室効果ガスに亜酸化窒素やパーフルオロカーボンを追加することが盛り込まれている。このほか対象となっている施設の温室効果ガス排出制限量を2020年に対2005年比21%削減することを提案している。

## メカニズム
EUの制度は京都議定書マラケシュ合意でうたわれたメカニズムを専らモデルにしており、前年に運用が開始され、参加者が自主的に加わったイギリスでの排出量取引制度での経験が生かされている 。
その後EU加盟国政府は国別の排出量制限に合意し、工業施設運営者に対する許容量を割り当て、実際の排出量が定められた割当排出量の範囲内であるか計測・認定し、毎年度末後に排出許容量の放棄を求めている。ETSの対象となっている施設運営者は以下のような方法で排出許容量の譲渡を求め、また売買を行うことができる。
- 企業内部において独自に、異なる国に所在している施設間での排出許容量を移転する。
- 店頭取引において、ブローカーを介して買い手と売り手を引き合わせる取引を行う。
- 欧州気候取引所などのヨーロッパにある気候取引所のスポット市場において売買する。ほかの金融商品と同様に、売買は取引所の参加者間での買い手と売り手の注文の一致で成り立ち、約定価格で排出許容量が決済される。また多くの株式市場と同じく、企業や民間の個人は取引所の会員となっているブローカーを介して売買を行うことができる。

排出許容量の保有権の異動が提起されたとき、その取引が認証されるために各国の登録機関および欧州委員会に通知がなされる。EU ETSのフェーズ II の期間においては、気候変動枠組条約 (UNFCCC) 事務局も各国の割当計画の範囲内で分配量の変更を認証することになっている。
京都議定書における売買制度と同じようにEUの制度では、制限対象となっている施設運営者が義務を履行するために排出削減単位 (ERU) の形態となっている炭素クレジットを利用することが認められている。UNFCCCのクリーン開発メカニズム理事会または共同実施プロジェクトのホスト国のそれぞれによって認証されたカーボンプロジェクトが策定した認証排出削減量 (CER) 単位はEUによって同等の価値があるものとして受け入れられている。
1EU排出枠単位 (EAU) は二酸化炭素1トンに相当し、これは京都議定書で定義された二酸化炭素初期割当量 (AAU) に等しいものである。そのため京都CERとEU-EAUとを同等とすることを受け入れる決定がEUでなされ、EAUとUNFCCCが認証したCERを同じシステムで対等の取引を行うことができる。ただしEUは、この制度の運用は国際連合のシステムとの接続関連での技術的問題を解決するまで稼働しないということを明らかにしている。
EU ETSのフェーズ II 期間中、UNFCCCが「撤退」するまで加盟国内の施設運営者はEUによる査察のために排出許容量を返上しなければならない。

### 割当
実際の売買開始および二酸化炭素排出量を削減するために、EU加盟国政府は、排出施設に分配された排出許容量の総計が、計画が設定されていなかった場合に排出されていたと推定される量を下回るようにしなければならない。いずれのフェーズにおいても、加盟国ごとの割当量の合計は加盟国別割当計画 (NAP) において決められており、これはUNFCCCが設定しているカーボンアカウントに相当するものである。欧州委員会はNAPプロセスの監視にあたり、またNAPが排出量取引にかんする指令の第3附属議定書に定められている12の基準を満たしているか判断している。その中で最初に挙げられるような基準というのは、提示された総排出量が加盟国に対する京都議定書での目標に合致しているものであるか、というものである。
当然ながら加盟国の計画はEU ETSの対象外の部門における排出量を考慮にいれなければならない。また加盟国独自の国内政策でも排出量に対して取り組まなければならない。対象外となっている部門の例として、運輸部門はEUの温室効果ガス排出量の21%を、家庭部門や零細企業が17%を、農業が10%をそれぞれ占めている。
フェーズ I においては、ほとんどの排出許容量についていわゆる祖父条項（既存の権利に対する例外規定）として全加盟国で自由に配分されていた。ただこのアプローチに対しては、意外の利潤をもたらし、競売制よりも効果が低く、また技術革新による新たな競争が起こってクリーンで再生可能なエネルギーをもたらすような誘因になりにくいとして批判が浴びせられた 。
このような問題を解消するために、欧州委員会は2008年1月にさまざまな変更案を提起し、その中で2013年以降のNAPの廃止や競売の対象となる排出許容量の割合を2013年で60%とし、その後この割合を上昇させる、という案を提示した。なおこの変更案の実施にさいしてはEU加盟国および欧州議会の承認が必要である。

## フェーズI
フェーズ I （2005年-2007年）では、EU全体の二酸化炭素排出量のおよそ40%を占める約12,000の排出施設がEU ETSの対象となっていた。具体的には精油所やコークス炉といったエネルギー関連施設（熱入力量に換算すると20メガワットを超える）、鉄類の生産・加工やセメントクリンカー、ガラス、セラミックれんがといった鉱物産業、パルプ・紙・製板関連が対象となっていた。

### 稼働・運営
EU ETSには準備を進めてきた当時のEU加盟15か国が参加しており、名目上は2005年1月1日に稼働されたことになっている。ただし実際には、稼働当初の数か月間は各国内認証機関の相互間での連携ができなかった。しかしながらイギリスにおいて排出量取引制度が先行して稼働していたこともあり、市場参加者は円滑に取引を開始することができた。稼働初年には二酸化炭素排出量で3億6200万トン、取引額では72億ユーロが扱われ、また先物やオプションといった取引も行われた。排出許容量の価格は多少の値動きはあるものの大方安定してきており、2006年4月のピーク時には二酸化炭素1トン当たり約30ユーロの値を付けていたが、一部の国では排出量を削減する必要がなく、産業界に対して排出量制限を緩和するという知らせが伝わったことから、2006年5月には1トン当たりの価格が10ユーロを下回るようになった。またその後EU ETSのフェーズ I においては需要性が低下したこともあり、2007年3月には売買価格が1トンあたり1.2ユーロ、同年9月には0.10ユーロまで下落した。
このため専門家やNGOから各国政府に対して、産業界の圧力を受けた制度であり、正常なものではないとして批判が集まり、フェーズ II では排出量をはるかに厳しく制限するべきだという求めが強まった
。

## フェーズII
| 参加国 | フェーズI における 制限量 | 2005年に 修正された 排出量 | 2008年- 2012年の 制限量案 | 2008- 2012年の 許容量 |
| オーストリア | 33.0                      | 33.4                       | 32.8                      | 30.7                  |
| ベルギー | 62.08                     | 55.58 (a)                  | 63.33                     | 58.5                  |
| チェコ | 97.6                      | 82.5                       | 101.9                     | 86.8                  |
| フランス | 156.5                     | 131.3                      | 132.8                     | 132.8                 |
| ドイツ | 499                       | 474                        | 482                       | 453.1                 |
| ギリシャ | 74.4                      | 71.3                       | 75.5                      | 69.1                  |
| アイルランド | 22.3                      | 22.4                       | 22.6                      | 21.15                 |
| ラトビア | 4.6                       | 2.9                        | 7.7                       | 3.3                   |
| リトアニア | 12.3                      | 6.6                        | 16.6                      | 8.8                   |
| ルクセンブルク | 3.4                       | 2.6                        | 3.95                      | 2.7                   |
| マルタ (d) | 2.9                       | 1.98                       | 2.96                      | 2.1                   |
| オランダ | 95.3                      | 80.35 (b)                  | 90.4                      | 85.8                  |
| ポーランド | 239.1                     | 203.1                      | 284.6                     | 208.5                 |
| スロバキア | 30.5                      | 25.2                       | 41.3                      | 30.9                  |
| スロベニア | 8.8                       | 8.7                        | 8.3                       | 8.3                   |
| スペイン | 174.4                     | 182.9                      | 152.7                     | 152.3                 |
| スウェーデン | 22.9                      | 19.3                       | 25.2                      | 22.8                  |
| イギリス | 245.3                     | 242.4 (c)                  | 246.2                     | 246.2                 |
| 合計 | 1784.38                   | 1646.51                    | 1790.84                   | 1623.85               |
| 単位：100万トン 出典：EUプレスリリース IP/07/459 （2007年4月2日）: "Emissions trading: Commission adopts decision on Austria's national allocation plan for 2008-2012" この表ではフェーズ II で対象に追加された排出施設および排出量を含めていない - (a) 2005年に除外された排出施設を含む。 - (b) 2005年の修正排出量には同年に除外された施設を含んでいない。ただし2008年から2012年の期間ではこれらの施設が再び対象となり、その排出量はおよそ600万トンと見込まれている。 - (c) 2005年の修正排出量には同年に除外された施設を含んでいない。ただし2008年から2012年の期間ではこれらの施設が再び対象となり、その排出量はおよそ3000万トンと見込まれている。 - (d) キプロスおよびマルタは2004年5月にEUに加盟し、第1付帯議定書の対象に含まれていないが、独自にNAPを策定し、フェーズ II からEU ETSに参加している。 |                           |                            |                           |                       |

2008年から2012年のフェーズ II ではその領域が拡大されている。
- クリーン開発メカニズムと共同実施について、EUの「リンキング指令」[12]によってフェーズ II で導入されることになっている。
- 2010年以降は航空関連の排出を対象に加えることになっている[13]。
- ノルウェー、アイスランド、リヒテンシュタイン、スイスのEU非加盟国もEU ETSに加わる[14]。

航空部門を対象に加えることは、航空部門での排出量の規模とその急速な拡大ということから大きな変更点として捉えられており、これによってフェーズ II で1年あたりの二酸化炭素排出許容量の需要が1000万から1200万トンほど増加すると見込まれている。この需要増加については同時に、ロシアやウクライナにおけるプロジェクトで共同実施クレジットの使用が増加することにつながると見込まれ、このため価格の上昇を抑制し、結果として1年を通しての二酸化炭素排出量の平均価格には大きな影響をもたらさないということになる 。
欧州委員会は2012年以降の排出量取引制度について、すべての温室効果ガスを対象にし、また航空、海運、林業にも適用させたいとしている。運輸部門において個人ユーザの数が多いということが複雑さをもたらすことにはなるが、燃料販売店に対するキャップ・アンド・トレード制か自動車メーカに対するベースライン・アンド・クレジット制での導入が見込まれている。
フェーズ II でのNAPは、その第1弾が2006年11月29日に発表され、2005年の排出水準と比べて平均でおよそ7%削減したものとなっている。
欧州委員会は、加盟国自身が提出していたNAP通りに削減が進んでいないとして、オーストリア、チェコ、デンマーク、ハンガリー、イタリア、スペインに対して調査手続きを開始した。

### 航空業界への影響
2012年より欧州に乗り入れる各航空会社へ適用する計画だが、各航空会社及びアメリカ、中国、インド、ロシアなどの各国政府も反発しており、新たな国際間の摩擦となりつつある。
- 2011年6月に規制を巡り、アメリカ航空輸送協会とユナイテッド航空、アメリカン航空などが不服をイギリスの裁判所に提訴し、同裁判所は欧州司法裁判所へ法解釈上の意見に当たる「先決裁定」を求めていたが2011年12月22日に同司法裁判所は2012年からの同制度の適用について違法性はないと判断。
- 2012年1月にドイツのルフトハンザ航空は同制度による航空券の値上げを燃油サーチャージ追加して徴収する計画を発表。アメリカではデルタ航空が追加サーチャージを徴収し、他の米国航空会社も数社追随している。マレーシアのエアアジア Xは2012年3月末から順次、欧州線を休止することを発表。
- 2012年2月に中国政府・民用航空局は中国大陸の各航空会社に欧州連合（EU）が行う温室効果ガスの排出権取引について「政府が許可しないかぎり、取引に参加することを禁止する」との通達を出した。
- 2012年2月21日にロシアのモスクワで規制に反対している中国、米国、ロシア、インド、サウジアラビア、UAE、シンガポール、南アフリカ、ブラジル、アルゼンチン、日本を含む32カ国は協議を持ち、今回の規制に対し報復措置として欧州各国との航空協議の停止や欧州の航空各社に追徴課金、シカゴ条約第84条に基づきICAO規則による紛争解決の申立を行うなどを検討した模様でロシアは個別に欧州の航空各社のシベリア上空の飛行を制限することも検討していると発表。
- 2012年3月には中国当局は欧州製エアバス機の購入を控えるよう各航空会社に働きかけていて45機程度差し止められたことが判明し、エアバス及びヨーロッパの主要航空会社、航空関連企業が連名でイギリス、フランス、ドイツなどの欧州各国政府首脳へ書簡を送付し、排出規制をめぐる対立の解決を求めた。
- 2012年3月にインド政府は同国の航空会社に中国と同様に欧州連合（EU）が行う温室効果ガスの排出権取引について参加しないように要請する予定であることが判明。
- 2012年11月12日　EUのコニー・ヘデゴー欧州委員（気候変動担当）は2012年1月にEUが一方的に導入し、アメリカ、中国、インド、ロシアなどの各国政府が反発し、EUの国際的孤立を深めた航空機の温室効果ガス排出規制措置を次期ICAO年次総会が行われる2013年秋まで一年間、一時凍結すると発表した。

## 全体の排出量削減
EU ETSの環境に対する有効性は排出量制限の厳格化が根拠となっている。フェーズ I では排出量の割当が過大なものであったとされており、ほんのわずかでも全体の排出削減量が上乗せされていれば目標を達成していたと考えられている。

### フェーズI
2004年、EcofysはEU各加盟国ごとのNAP仮案について分析した 。その分析結果では、フェーズ I での排出量制限は甘いものであり、ほとんどの国においては、国全体としては二酸化炭素排出量の削減を進めなければならなかったが、電力部門では削減を必要としないものとなっていた。つまりフェーズ I において、ほかの部門では大規模な排出量削減を実現しなければならない一方で、電力部門ではそのような努力を不要としていたのである。さらには、オランダなど一部の国は、Ecofysが算定していた、従来の計画で必要と考えられていたものよりも多くの排出許容量を設定しており、実質的には排出削減を不要とするような計画が示された。Ecofysによるフェーズ I でのNAP分析を受けて、NGO団体である気候行動ネットワークはこの排出制限案に「大いに失望させるもの」と表現し、EU加盟25か国の中でイギリスとドイツの2か国だけしか関連産業部門に対して過去の水準と比較して排出量の削減を求めておらず、また2004年4月以前のEU加盟15か国全体では、排出量割当の合計が基準年と比べて4.3%増となっていると批判していた。2006年5月、複数の国において登録機関がそれぞれの事業者に対して、実際に必要となっていた排出許容量よりも多い量を割り当てていたことが明らかとなった。この事実が伝わって、排出量の売買価格は1トン当たり30ユーロから10ユーロまで急落、一時は上昇する兆しを見せたものの、2007年1月には4ユーロまで下落、翌2月には1ユーロを切るようになり、同年12月初めには取引開始以来最低の0.03ユーロにまで値を下げた。

### フェーズII
2006年、Ecofysはフェーズ II でのNAPに対する評価を実施した。このときのNAPは提案段階のもので、承認はされていないものであった。Ecofysはほとんどの加盟国が十分に厳しい排出量制限を設定していないとし、また京都ターゲットの達成には不十分なものであると評価した。さらに各国が公式に示した従来どおりの排出量見通しと新たなNAPでの排出量制限、およびEcofysが厳格に算定した従来どおりの排出量見通しと新たなNAPでの排出量制限を比較した。その結果、前者の比較では7%の削減がなされることになるが、後者の比較（ポルトガル、スペイン、イギリスの排出制限案を除く）では新たな排出制限量が従来の排出量見通しを上回るということが示された。
このため欧州委員会は12か国が提出していたNAPのうち、イギリス案のみを受諾し、ほかの11か国のものについて再検討を要するとした。このほか欧州委員会は2005年の排出量を7%下回るよう排出制限を強化した。

## 貯留
現行制度においてEUは二酸化炭素を貯留することでクレジットを取得することを認めていない。しかしながら一部の政府や産業界では貯留を認めることを求めている。貯留を認めることについて、欧州委員会自身やNGOでは、貯留の効果について科学的に不明瞭な点が多すぎであり、また工業原料からの排出量削減と比べても気候変動に対する長期的な効果が小さいとして反対している
。